# Galium arenarium
Galium arenarium là một loài thực vật có hoa trong họ Thiến thảo. Loài này được Loisel. mô tả khoa học đầu tiên năm 1806.

## Hình ảnh

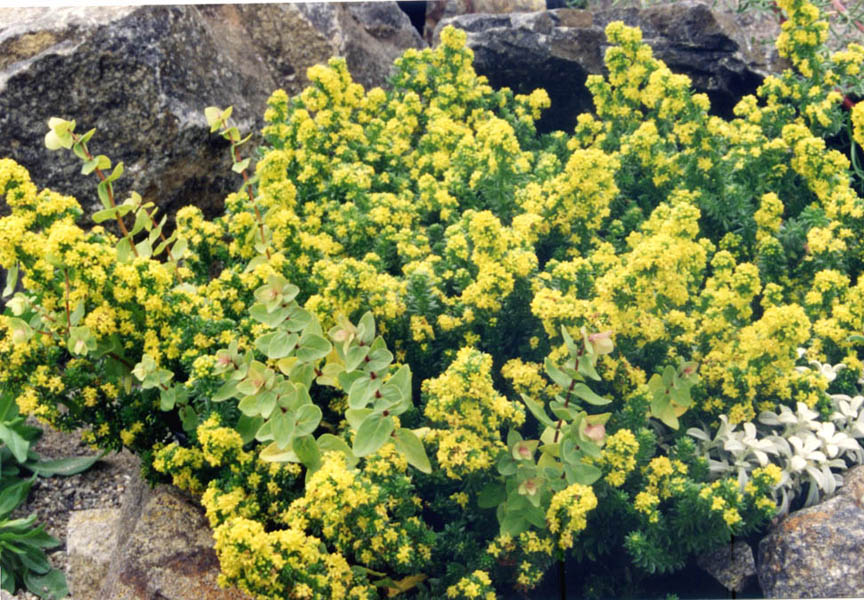